# Рагби репрезентација Црне Горе
Рагби репрезентација Црне Горе је рагби јунион тим који представља Црну Гору у овом екипном спорту. Рагби је нова појава у Црној Гори. Рагби савез Црне Горе је основан 2013., а у Црној Гори има 5 рагби клубова. Симбол црногорског рагбија је вук. Репрезентација Црне Горе у рагбију, такмичи се у дивизији 3 купа европских нација.

## Тренутни састав
Јанко Миловић
Будимир Андрић
Лука Лучић
Никола Вулетић
Александар Мечикукић
Владимир Томовић
Борис Мијушковић
Александар Милосављевић
Никола Јовановић
Срђан Поповић
Александар Булатовић
Данило Аџић
Дусан Вучичевић
Марко Андрић
Бошко Мирјацић
Миодраг Мартиновић
Димитрије Чворовић
Мирко Гарчевић
Игор Аџаип
Милош Кувеља
Аљоша Маркиновић
Марко Новаковић
Леонардо Луколић
Владан Челебић